# Сарапульцев, Егор Андреевич
Егор Андреевич Сарапульцев (5 марта 1910, Ушаковское, Пермская губерния — 16 января 1993, Верхний Тагил, Свердловская область) — бригадир электромонтёров Верхне-Тагильской ГРЭС Свердловского совнархоза Свердловской области, Герой Социалистического Труда (1962).

## Биография
Егор Сарапульцев родился 5 марта 1910 года в крестьянской семье в селе Ушаковском (Сапожниково) Никитинской волости Камышловского уезда Пермской губернии, ныне село Ушаковское входит в Катайский район Курганской области. Русский.
С 1933 года работал плотником на строительстве Среднеуральской государственной районной электростанции, после пуска ГРЭС в 1936 году продолжил работать электриком в электроцехе. После Великой Отечественной войны работал монтёром-кабельщиком в том же цехе. 
В 1955 году был откомандирован в город Верхний Тагил, где строили Верхнетагильскую ГРЭС. Работал работал бригадиром электромонтёров.
После выхода на пенсию, в 1982 году ему были ампутированы обе ноги.
Егор Андреевич Сарапульцев скончался 16 января 1993 года в городе Верхнем Тагиле. Похоронен на Сибирском кладбище Верхнего Тагила вместе с супругой Валентиной Потаповной.

## Награды
- Герой Социалистического Труда, 20 сентября 1962 года
  - Орден Ленина № 341452
  - Медаль «Серп и Молот» № 8297
- Медаль «За трудовую доблесть», 28 мая 1952 года
- Юбилейная медаль «За доблестный труд. В ознаменование 100-летия со дня рождения Владимира Ильича Ленина», 1970 год
- Персональный пенсионер союзного значения, 1968 год

## Семья
- Жена Валентина Потаповна, три дочери: Нина, Людмила, Надежда.